# Carnivorisme

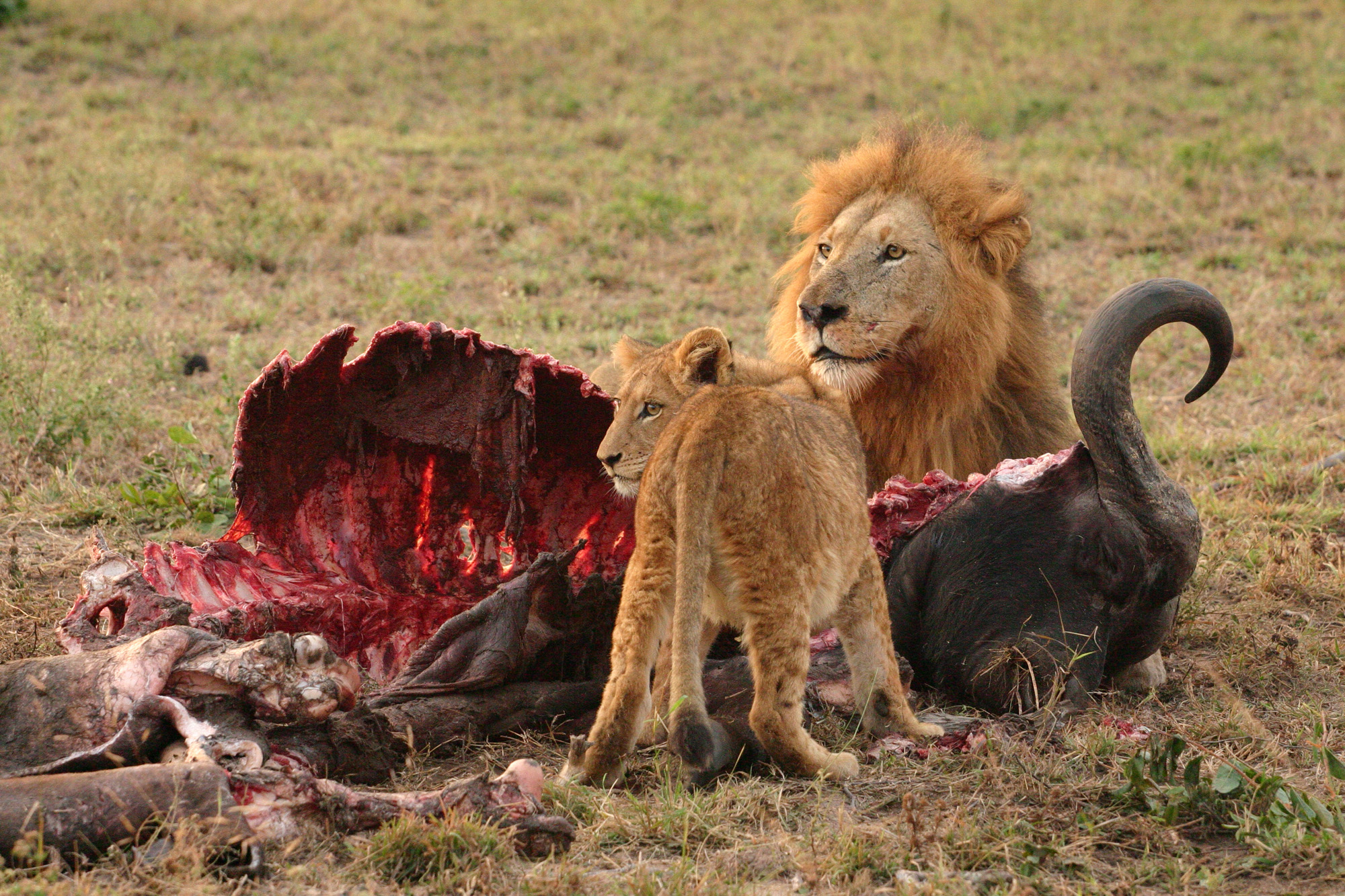
Els lleons són carnívors voraços: poden requerir fins a set quilograms de carn cada dia. Mamífers grans, com aquest búfal africà, formen una part important de la seva dieta.

El carnivorisme és la forma d'alimentació en la qual un organisme s'alimenta majoritàriament de carn d'animals, que poden ser preses vives, en el cas dels depredadors, o mortes, en el dels carronyaires. Els carnívors es troben sempre en posicions avançades de la cadena tròfica.
En un sentit més general, es pot considerar que un animal és carnívor si el seu comportament per alimentar-se consisteix a menjar altres animals en comptes de vegetals. Hi ha molts invertebrats depredadors; per exemple, artròpodes com ara l'aranya o la mantis, o diverses espècies de cargols depredadors. Existeixen termes més específics per a referir-se a animals que devoren classes específiques de preses, com en el cas dels animals que mengen insectes (insectívors o entomòfags), però dins d'aquests encara es poden distingir, per exemple, els menjadors de formigues (mirmecòfags) i altres.
Els animals que s'alimenten exclusivament de carn reben el nom de carnívors estrictes. El terme «hipercarnívor» s'utilitza per a descriure animals que s'alimenten únicament de teixit animal, i també s'utilitza en paleobiologia per a referir-se a tàxons d'animals que tenen un component creixent de dents tallants en proporció al component de dents moledores.

## Carnívors estrictes
Un carnívor estricte és aquell que subsisteix amb una dieta de carn i la capacitat del qual per a usar recursos d'altra classe és marginal. Aquests animals poden consumir altres productes animals, com ara la mel, però aquests productes no són necessaris per a la seva dieta: poden sobreviure sense ells. Alguns animals carnívors estrictes són:
- Fèlids
- Alguns cànids, com el llop gris. El coiot i el llop vermell no són carnívors estrictes. El gos domèstic es considera un carnívor estricte, però aquesta situació és debatuda.
- Hienes i alguns altres carronyaires
- Alguns mustèlids, com ara la fura
- Ós polar (els altres ossos són omnívors i la major part de la seva dieta consisteix en vegetals)
- Odontocets (cetacis amb dents)
- Pinnípedes (foques, morses, etc.)
- Aus de presa diürnes (àguiles, milans, etc.) i nocturnes (mussols, òlibes, etc.)
- Diverses aus marines, com ara els pelicans, els pingüins, etc. Amfibis (gripaus, granotes i sargantanes) en la seva fase adulta
- Serps
- Alguns llangardaixos
- Cocodrils
- Taurons i molts altres peixos
- Pops i calamars
- Aranyes i escorpins
- Alguns insectes, com ara la mantis religiosa
- Tiranosaures i altres teròpodes